# 점대칭도형
점대칭도형은 어떤 점(대칭의 중심)을 중심으로 180° 돌렸을 때, 처음 도형과 완전히 포개어지는 도형을 말한다.
- 대응변과 대응각의 크기가 각각 서로 같다.
- 각 대응점은 대칭의 중심에서 같은 거리에 있다.
- 대응점끼리 이은 선분은 대칭의 중심에 의해 이등분된다.

## 같이 보기
- 선대칭도형과 대칭축